# Marina Bay (Gibraltar)
Pour les articles homonymes, voir Marina Bay.
Marina Bay est une baie dans Gibraltar, avec plus de 200 de lieux d'amarrage et un centre commercial. Le 3 mai 2006, Gregory Butcher, le chef de la direction de Ocean Village, a annoncé l'acquisition de Marina Bay Complex, le propriétaire de Marina Bay et les plans futurs de fusionner avec Ocean Village.

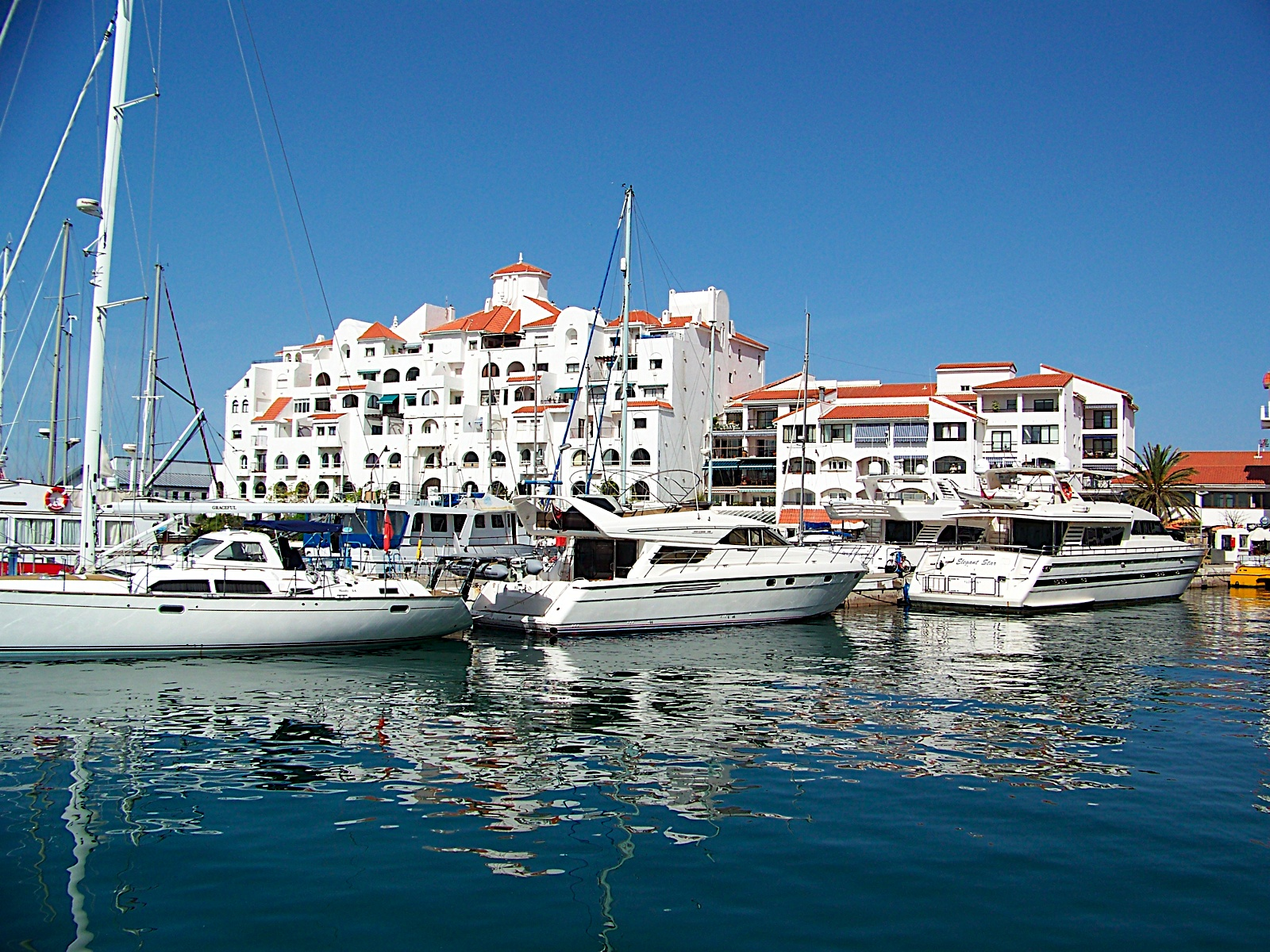
Marina Bay, Gibraltar.